# جيونغ فاي
جيونغ فاي (بالصينية: 熊飞) (21 أكتوبر 1987 بووهان في الصين - ) هو لاعب كرة قدم صيني في مركز الدفاع. لعب مع شانغهاي غرينلاند شينهوا وWuhan Optics Valley F.C. ‏ وNanjing Yoyo F.C. ‏ ونادي ووهان.

## وصلات خارجية
- جيونغ فاي على موقع قاعدة بيانات كرة القدم.إي يو (الإنجليزية)
- جيونغ فاي على موقع Soccerway.com (الإنجليزية)